# Cookie (雑誌)
『Cookie』（クッキー）は、集英社が発行する日本の漫画雑誌。1999年に『りぼん』と『ぶ〜け』の合同増刊として創刊後、2000年に独立。奇数月26日発売。キャッチコピーは「乙女の恋、満載！新ガールズコミック」。

## 歴史
1999年9月に『りぼん』『ぶ〜け』共同編集の増刊として創刊（『Cookie Vol.1』）。位置付けは『りぼん』増刊だが、編集長は『ぶ〜け』の編集長が兼任。同年12月に『Cookie Vol.2』を発売。
創刊当時の看板作品の1つである『NANA -ナナ-』の初代担当編集者・梅岡によると、『りぼん』のメイン読者層が小学校高学年から中学生で、それより上の世代で『りぼん』を卒業していく女の子の読者に向けて『りぼん』では描き切れなかった世界観や読み応えを持つマンガ誌をコンセプトに、増刊として『Cookie』を試験的に2回発刊した事や、増刊1号目の売上は梅岡の予想通り抜群に良かったので翌10月半ばには月刊化が確定していた等、創刊経緯を語っている。
そして2000年5月に 『ぶ〜け』の事実上の廃刊を受け、月刊誌として7月号を新創刊。りぼんマスコットコミックス クッキーが発刊。2000年12月に増刊として『Cookie BOX』（クッキーボックス）が創刊されている。2012年7月発行の2012年9月号以降、隔月刊誌となる。
コミックスは「りぼんマスコットコミックス クッキー」「マーガレットコミックス」のレーベル名で発売されている。
あいざわ遥・池野恋・小花美穂・水沢めぐみ・矢沢あいなど、1980年代後半から1990年代に「りぼん」（集英社）で連載をしていた人気連載作家の多くが、本誌に流れ込んでいる。そのため、10 - 20年前の『りぼん』読者が、再び「少女漫画雑誌」を購入するきっかけとなった。

## 現在の連載中の作品
※ 2025年5月26日（2025年7月号）現在。作品名五十音順。
- 愛だけ知らない（山本カエル）：2024年9月号[4] -
- アンサー（Maria）：2020年9月号 -
- きのう、きょう、あした（如月園）：2018年7月号 -
- これは経費で落ちません!〜経理部の森若さん〜（原作：青木祐子、漫画：森こさち）：2018年1月号 -
- ただいまコロニー（原作：浜心汐里、作画：北野とも）：2025年3月号[5] -
- テトテトテ（池谷理香子）：2022年9月号[6] -
- 天使のハネ（原作：如月園、作画：えばんふみ）：2024年9月号（読み切り[4]）、2024年11月号[7] - 2025年5月号[8] ※短期集中連載[7]
  - アロハガール（原作：如月園、作画：萩原さおり）：2025年7月号[9] - ※シリーズ連載[9]
- ときめきトゥナイト それから（池野恋）：2021年7月号[10] -
- 200m先の熱（桃森ミヨシ）：2020年11月号 -
- 初めて恋をした日に読む話（持田あき）：2016年7月号 -
- 陽あたり前線（杉原涼子）：2013年1月号 -
- バードランドの皿（勝田文）：2023年7月号[11] -
- 日に流れて橋に行く（日高ショーコ）：2019年3月号 -
- マイリアルドレス（碧）：2024年5月号[12] -
- まゆみ!!2025〜再婚〜（田辺真由美）：2025年1月号[13] -
- まんだん!（櫻井リヤ）：2017年9月号 -
- ローズ ローズィ ローズフル バッド（いくえみ綾）：2020年7月号 -

### 電子版のみ連載
- グッドモーニング・キス（高須賀由枝）※『Cookie BOX』2006年初夏号 - 2008年秋号を経て本誌へ移動：2009年3月号 - [注釈 2]

### 不定期連載
- きせかえユカちゃん（東村アキコ）※『Cookie』2000年8月号に掲載された読切『きせかえサマー』をもとに連載化：2001年1月号 -
- 渋谷区円山町シリーズ（おかざき真里）：2003年5月号 -
- SWEET PEPPER（ままかり）
- 友だち以上シリーズ（おかざき真里）
- わかむらさき（池野恋、原作：黒方薫）
- レポまんが なんかおもしろいことして（櫻井リヤ）：2019年7月号 - 2020年5月号、2021年1月号 -
- へなちょこ悪魔ぼく（鳥海りさこ）：2021年11月号 -

### 休載中
- NANA -ナナ-（矢沢あい）：2000年7月号 - 2009年7月号[注釈 3]
- 春巡る（小畑友紀）※2012年9月号読切「forget-me-not」を経て連載：2013年1月号 - 2014年7月号[注釈 4]

## 過去の掲載作品

### 2000年代前半
- カラフル・パレット（あいざわ遥）：2000年7月号 - 2005年1月号
- クローバー（稚野鳥子）：2000年8月号 - 2006年1月号→『コーラス』へ移動
- 雲雀町1丁目の事情（遊知やよみ）：2000年8月号 - 2003年12月号
- 汚れてる暇なんかない（石田拓実）：2000年10月号 - 2002年10月号
- ジグ☆ザグ丼（石田拓実）：2002年9月号 - 2004年12月号
- キラキラ100%（水沢めぐみ）：2003年5月号 - 2010年7月号
- はろう警報（杉原涼子）：2003年6月号 - 2012年11月号
- あのコと一緒（藤末さくら）：2003年11月号 - 2009年11月号
- Honey Bitter（小花美穂）：2004年2月号 - 2015年3月号（紙版）、2016年3月号 - 2019年1月号（電子版のみ）
- 潔く柔く（いくえみ綾）：2004年3月号 - 2010年3月号

### 2000年代後半
- パラパル（石田拓実）：2005年3月号 - 2008年11月号
- 素敵ギルド（遊知やよみ）：2005年7月号 - 2007年10月号
- silent summer snow（吉井凛）：2006年7月号 - 2006年9月号
- 微糖ロリポップ（池谷理香子）：2006年10月号 -
- リネンとガーゼ（あいざわ遥）：2007年9月号 - 2012年3月号
- これは恋です（遊知やよみ）：2008年2月号 - 2013年7月号
- 日曜日はマルシェでボンボン（かわかみじゅんこ）：2008年5月号 - 2017年5月号
- 林檎と蜂蜜walk（宮川匡代）：2009年6月号 - 2024年1月号[14]
- はしたなくて ごめん（石田拓実）：2009年8月号 - 2013年5月号
- シックス ハーフ（池谷理香子）：2009年12月号 - 2015年1月号

### 2010年代前半
- プライベート タイムズ（藤末さくら）：2010年4月号 - 2011年10月号
- 僕の部屋へおいでよ（斉藤倫）：2010年4月号 - 2011年4月号
- ifの額縁（池野恋）：2010年9月号[15] -
- ハナミズキ（サトーユキエ）：2010年9月号[15] -
- zen zen（槙ようこ×持田あき）：2010年10月号 - 2011年4月号
- 東北沢5号（松田奈緒子）：2010年11月号 - 2012年3月号
- プリンシパル（いくえみ綾）：2010年11月号 - 2013年9月号
- LIPS（よねやませつこ、応援：阿澄佳奈、シナリオ：神楽坂淳）：2011年3月号 - 2011年11月号
- 赤ずきんチャチャN（彩花みん）※2011年5月号読切、2012年1月号別冊ふろく『笑納ギャグ劇場』読切を経て連載：2012年8月号 - 2019年9月号
- 怪盗ロワイヤル（菅野紗由、原案：DeNA/ワカマツカオリ）：2011年8月号 - 2012年4月号
- チア男子!!（まつもとあやか、原作：朝井リョウ）：2011年8月号 - 2013年5月号
- パパのいうことを聞きなさい!〜美羽様のいう通り!〜（加藤友緒、原作：松智洋）：2011年10月号 - 2012年4月号
- 愛しの可愛い子ちゃん（サトーユキエ）：2011年11月号、2012年3月号 - 5月号、2012年8月号 - 2013年1月号
- こっちにおいでよ。（Maria）：2011年11月号 - 2015年11月号
- ねこノート（生藤由美）：2011年11月号 - 2019年1月号
- あいがある-I girl-（なかはら・ももた）：2012年5月号 - 2012年9月号→『マーガレットBOOKストア!web』へ移籍。
- 無頼だる（櫻井リヤ）：2012年11月号 - 2015年9月号
  - 無頼だるR（櫻井リヤ）：2015年11月号 - 2017年5月号
- 林檎の木を植える（志村志保子）：2012年11月号 - 2013年9月号
- カリガリ!（ふるかわしおり）：2013年1月号 - 2014年11月号
- 妙齢ですから（田島ハル）：2013年1月 - 2016年7月号
- あの子はいつも僕が好き（サトーユキエ）：2013年5月号 - 2014年1月号 ※『愛しの可愛い子ちゃん』の続編
- いまにほ（藤末さくら）：2013年5月号 - 2015年1月号
- 刹那の青二才（高梨みつば）：2013年7月号 - 2014年9月号
- アサクラMAX革命（阿坊鴨）：2013年9月号 - 2017年1月号
- 路地裏しっぽ診療所（斉藤倫）：2013年11月号 - 2018年9月号
- ごちそうは黄昏の帰り道（志村志保子）：2014年1月号 - 2016年7月号
- おはよう兎野先生（すはまちあ）：2014年3月号 - 2014年9月号（紙版）、2015年11月号 - 2017年7月号（電子版）
- トライボロジー（石田拓実）：2014年3月号 - 2016年7月号
- 太陽が見ている（かもしれないから）（いくえみ綾）：2014年5月号 - 2018年7月号
- 三日月と流れ星（椎名あゆみ）：2014年9月号（読切）、2015年1月号 - 2022年3月号[16]
- スイートソロウ（持田あき）：2014年11月号 - 2016年3月号

### 2010年代後半
- 孤食ロボット（岩岡ヒサエ）：2015年1月号 - 2023年7月号←『ジャンプ改』（集英社）より移籍
- 〆切その後エッセイ（いくえみ綾）：2015年5月号 - 2017年5月号、2017年9月号 - 2018年5月号（電子版）
- ハコイリのムスメ（池谷理香子）：2015年5月号 - 2021年11月号
- 未完成ベイビーズ!（山本カエル）：2015年5月号 - 2015年11月号
- 空色のりんた（柴なつみ）：2015年7月号 - 2016年1月号
- まわれ!白川さん（ままかり）：2015年7月号（読切）、2015年11月号 - 2017年5月号
- 恋するアウロラ〜夜明けのベーカリー〜（草野魚）：2015年9月号 - 2016年1月号
- 青春はゾンビでした（えばんふみ）：2016年1月号 - 2017年7月号
- ときめきまんが道（池野恋）：2016年3月号 - 2017年1月号（電子版）、2017年3月号[注釈 5] - 2019年5月号
- 『未』成熟（Maria）：2016年3月号 - 2020年3月号
- 宇宙でぱっちわーく（平出貴子）：2016年5月号 - 2017年7月号（電子版）
- てんちょう、ダメ、絶対（柴なつみ）：2016年7月号 - 2018年5月号
- ハイヒールをはいた猫 ルブたん（鳥海りさこ）：2016年7月号 - 2021年7月号
- チル、チル、ミチル。（小藤まつ）：2016年9月号 - 2018年1月号
- まゆみ!!2016〜再婚〜（田辺真由美）：2016年9月号 - 2017年3月号
  - まゆみ!!2017〜再婚〜（田辺真由美）：2017年5月号 - 2017年11月号
  - まゆみ!!2018〜再婚〜（田辺真由美）：2018年1月号 - 2018年11月号
  - まゆみ!!2019〜再婚〜（田辺真由美）：2019年1月号 - 2019年11月号
  - まゆみ!!2020〜再婚〜（田辺真由美）：2020年1月号 - 2020年11月号
  - まゆみ!!2021〜再婚〜（田辺真由美）：2021年1月号 - 2021年11月号
  - まゆみ!!2022〜再婚〜（田辺真由美）：2022年1月号 - 2022年11月号
  - まゆみ!!2023〜再婚〜（田辺真由美）：2023年1月号 - 2023年11月号[17]
  - まゆみ!!2024〜再婚〜（田辺真由美）：2024年1月号[14] - 2024年11月号[7]
- from End〜自由という名の妄想と殺意〜（下北沢ミツオ）：2017年5月号 - 2019年3月号
- 僕の家においで Wedding（優木なち）：2017年7月号 - 2024年11月号[7]
- もしもしカメさん（山本カエル）：2017年9月号 - 2020年5月号
- ガールズートーク（トヨタトヨ[注釈 6]）：2017年11月号 - 2019年5月号
- ねうしとらうー（如月園）：2017年11月号 - 2018年1月号
- ひみつのイノセントワールド（浜心汐里）：2018年5月号 - 2020年1月号
- おそ松さん（原作：赤塚不二夫、漫画：シタラマサコ）：2019年1月号 - 2021年1月号
- ときめきトゥナイト〜真壁家の帰郷〜（池野恋）：2019年1月号 - 2019年3月号
- キャスター探偵（原作：愁堂れな、漫画：井山海月）：2019年7月号 - 2019年9月号
- 好いも甘いも（小藤まつ）：2019年7月号 - 2021年5月号
- レポまんが なんかおもしろいことして（櫻井リヤ）：2019年7月号 - 2020年5月号
- 会社やめてくのいちに転職しました（柴なつみ）：2019年11月号 - 2020年3月号
- 恋患いスペクタクル（北野とも）：2019年11月号 - 2020年1月号

### 2020年代前半
- ボードレールの猫（生藤由美）：2020年1月号 - 2024年1月号[14]
- サロン・ド・ディスコ（碧）：2020年3月号 - 2020年7月号
- 長森くんの結婚（あいざわ遥）：2020年5月号 - 2020年7月号、2021年9月号[19] - 2022年1月号
- ブラッディ・ブライド-吸血鬼の婚活-（池野恋）：2020年5月号 - 2021年1月号 ※第1部完
- 法律は嘘とお金の味方です。〜京都御所南、吾妻法律事務所の法廷日誌〜（原作：永瀬さらさ、漫画：浜心汐里）：2021年1月号 - 2024年9月号[4]
- ヤクザのおべんとう〜ときどきヤンキーを添えて〜（山本カエル）：2021年3月号 - 2023年11月号[20]
- 泥舟に五芒星（夏糖サガリ）：2021年5月号 - 2022年11月号
- ストロング天使ぽく（鳥海りさこ）：2021年7月号 - 2024年1月号[14]
  - ストロング天使ぽく in UK（鳥海りさこ）：2024年5月号[12] - 2024年9月号[4]
- SSW飼ってます（斉藤倫）：2022年1月号 - 3月号
- 水玉パズル（日高ショーコ）：2022年3月号[注釈 7] - 2022年5月号[16]
- 白黒に溺れる（堀緒ゆい）：2022年7月号 - 2022年9月号
- 風呂ソムリエ 天天コーポレーション入浴剤開発室（原作：青木祐子、漫画：森こさち）：2023年7月号 - 2024年9月号[21] ※シリーズ連載[11]
- 薔薇なまいにち（あいざわ遥）：2023年11月号[20] - 2025年5月号[8]

### 開始時期不明
※この節は五十音順。
- イチゴとアンズ（加藤友緒）
- 一緒にごはん（谷川史子）
- Eb★スター（ひうらさとる）
- 御前くん ヨヨヨイ!（ムロキマリコ）
- オレンジ紅茶（あいざわ遥）
- 女の子の食卓（志村志保子）
- ガールズ・ブラヴォー?（ひうらさとる）
- 学園恋愛者!（栗原まもる）
- 神様のオルゴール（水沢めぐみ）
- 恋する♥救急箱（加藤友緒）
- 光媒の花（斉藤倫、原作：道尾秀介）
- 骨董あなろ具屋（山野りんりん）
- 時空局から来ました。（山野りんりん）
- 白雪姫と7人のコドモ（加藤友緒）
- ゾッチャの日常（生藤由美）
- 誰もしらない庭（あいざわ遥）
- 小さい羊は夢をみる（池谷理香子）
- ちよちよ（森名リリー）：2004年 - 2017年1月号
- 手紙（谷川史子）
- 寺ガール（水沢めぐみ）
- 天然BAD（長谷川潤）
- ときめきミッドナイト（池野恋）
- 21世紀の君へ（斉木久美子）
- 拝啓アインシュタイン（草野魚）
- BAKAHEN（芹夏名）
- ビーズの指輪（あいざわ遥）
- ボーイズコレクション（加藤友緒）
- ホームメイド（谷川史子）
- 魔法を信じるかい?（谷川史子）
- モザイクの魚（あいざわ遥）
- モロッコ100丁目（田島ハル）

## 映像化作品

### アニメ化
| 作品 | 放送年 | アニメーション制作 | 備考 |
| ---- | ------ | ------------------ | ---- |
| NANA | 2006年 | マッドハウス       |      |

### 実写化
| 作品                     | 放送年          | 制作                           | 備考 |
| ------------------------ | --------------- | ------------------------------ | --- |
| 孤食ロボット             | 2017年          | 日本テレビ、ジェイ・ストーム   | |
| グッドモーニング・キス   | 2017年（第2期） | フジテレビ、テレパック（協力） | 第1期は2016年に本誌移籍前の前作を『りぼん』連載の原作として放送 第2期から『Cookie』連載の本作も原作に含まれた タイトルは「グッドモーニング・コール our campus days」 |
| 初めて恋をした日に読む話 | 2019年          | ケイファクトリー、TBSテレビ    | |

| 作品         | 公開年          | 配給                       | 備考                |
| ------------ | --------------- | -------------------------- | ------------------- |
| NANA         | 2005年（第1作） | 東宝                       |                     |
| NANA         | 2006年（第2作） | 東宝                       | タイトルは「NANA2」 |
| 渋谷区円山町 | 2007年          | デックスエンタテインメント |                     |
| 潔く柔く     | 2013年          | 東宝                       |                     |
| プリンシパル | 2018年          | アニプレックス             |                     |

## 姉妹誌他

### Cookie BOX
増刊として創刊。創刊は2001年1月15日号。『Cookie BOX』が創刊される前は、『Cookie増刊 ぶ〜けデラックス』が発行された。季刊。2009年春号（4月号）までは刊行されている。別冊扱いされることもある。

#### 連載作品
- 林檎と蜂蜜（宮川匡代） ※ 続編は本誌へ移籍連載
- ときめきミッドナイト（池野恋）
- グッドモーニング・キス（高須賀由枝）※ 後に本誌へ移籍

### 電子版
2015年4月1日創刊。創刊当初は2015年3月号及び5月号が同日配信された。以降偶数月1日に配信。2020年3月号より紙版と同日配信されている。紙版に掲載されている作品・記事が、電子版では掲載がない場合がある。

## 発行部数
- 2003年9月1日 - 2004年8月31日、203,333部[26]
- 2004年9月 - 2005年8月、204,167部[26]
- 2005年9月1日 - 2006年8月31日、228,334部[26]
- 2006年9月1日 - 2007年8月31日、200,000部[26]
- 2007年10月1日 - 2008年9月30日、176,667部[26]
- 2008年10月1日 - 2009年9月30日、165,000部[26]
- 2009年10月1日 - 2010年9月30日、122,084部[26]
- 2010年10月1日 - 2011年9月30日、93,042部[26]
- 2011年10月1日 - 2012年9月30日、77,273部[26]
- 2012年10月1日 - 2013年9月30日、70,334部[26]
- 2013年10月1日 - 2014年9月30日、67,334部[26]
- 2014年10月1日 - 2015年9月30日、57,834部[26]
- 2015年10月1日 - 2016年9月30日、50,333部[26]
- 2016年10月1日 - 2017年9月30日、45,000部[26]
- 2017年10月1日 - 2018年9月30日、34,833部[26]
- 2018年10月1日 - 2019年9月30日、28,000部[26]
- 2019年10月1日 - 2020年9月30日、21,667部[26]
- 2020年10月1日 - 2021年9月30日、19,333部[26]
- 2021年10月1日 - 2022年9月30日、18,250部[26]
- 2022年10月1日 - 2023年9月30日、16,333部[26]
- 2023年10月1日 - 2024年9月30日、16,000部[26]